# 810년

## 연호
- 당(唐) 원화(元和) 5년
- 일본(日本) 다이도(大同) 5년 / 고닌(弘仁) 원년

## 기년
- 당(唐) 헌종(憲宗) 5년
- 신라(新羅) 헌덕왕(憲德王) 2년
- 발해(渤海) 정왕(定王) 2년

## 사건
- 동로마 제국의 황제 니케포루스 1세, 군대를 이끌고 불가르 제국의 수도인 플리스카를 점령하다.